# Anne-Marié Ohlqvist
Anne-Marié Elvy Ohlqvist, född 6 maj 1931 i Rottneros, Sunne församling, är en svensk målare och skulptör. 
Ohlqvist studerade vid Konstfackskolan i Stockholm, samt skulptur för Anita Brusewitz, krokiteckning och oljemålning vid Stockholms Universitet. Hon har medverkat i Liljevalchs vårsalonger.
Bland hennes offentliga arbeten märks utsmyckningen av turisthotellet Stugbyn på Öland.  
Hon har målat porträtt av drottning Silvia, prinsessan Christina, Rembrandt, Olof Palme, Nils Ferlin och Birgit Nilsson samt utfört ett flertal porträtthuvuden och reliefer.